# Everybody 1-2-Switch!
Everybody 1-2-Switch! (エブリバディ 1-2-Switch!?, Eburibadi 1-2-Switch!) è un videogioco party del 2023 sviluppato e pubblicato da Nintendo per Nintendo Switch. È il seguito di 1-2-Switch, distribuito nel 2017 come titolo di lancio della console.

## Modalità di gioco
In Everybody 1-2-Switch! sono presenti 17 minigiochi, alcuni dei quali possono essere giocati solamente il controller Joy-Con, altri esclusivamente attraverso smartphone.
I giochi sono: Palloncini, Colpi bassi, Staffetta 400 m, Duello samurai, Nascondino Joy-Con, Bingo, Gusti giusti, Di tutti i colori, Asta, Un, due, tre, stella!, Cultura generale, Ninja, Benvenuto UFO, Salto della corda, Squat, Chef e Sedie musicali.

## Sviluppo
Nel 2022 Fanbyte ha riportato la notizia dello sviluppo di un seguito di 1-2 Switch. Il gioco, apparentemente ispirato alla serie di minigiochi creata da Jackbox Games, ha ricevuto feedback negativi durante la fase di playtest.
Nel giugno 2023 Nintendo ha annunciato la pubblicazione di Everybody 1-2-Switch! per il 30 giugno. Il trailer del gioco è stato diffuso il 20 giugno.